# Alstom Coradia X3

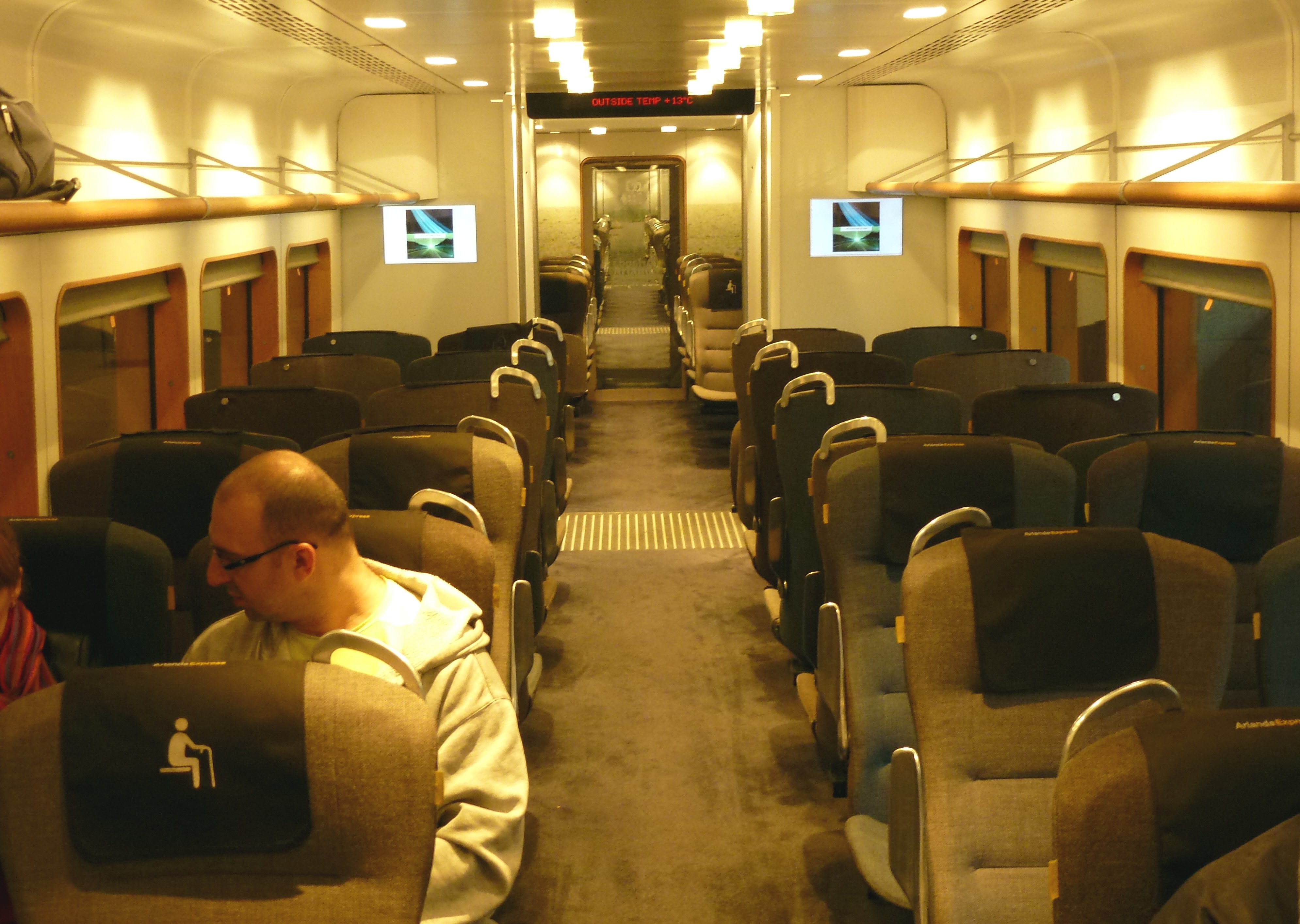
Innenraum

Sieben vierteilige, normalspurige elektrische Triebzüge vom Typ X3 werden von der schwedischen Gesellschaft Arlanda Express im direkten Verkehr zwischen Stockholm C und Flughafen Stockholm/Arlanda eingesetzt.

## Geschichte
Von Alstom wurden sieben dieser klimatisierten Züge in Birmingham gebaut und 1998/99 geliefert. Der X3 gehört Coradia-Familie und kann Geschwindigkeiten bis 205 km/h erreichen. Die Züge sind grau und gelb lackiert. Die Triebwagen nutzen mit 15 Kilovolt Wechselspannung das gleiche Stromsystem wie im gesamten schwedische Eisenbahnnetz.
In Arlanda und im Hauptbahnhof von Stockholm am Gleis 1 und 2 haben die Züge gesonderte, höhere Bahnsteige. Dort ist ein direkter stufenloser Übergang vom Zug zum Bahnsteig möglich. Jeder Wagen verfügt über zwei einflügelige Türen und an jeder Tür sind Gepäckablagen vorhanden. Der gesamte Zug besitzt 190 Sitzplätze. In einem der Wagen sind gesonderte Plätze für Rollstuhlfahrer sowie ein WC vorhanden.
2003 und 2004 wurden die Fahrzeugenden erneuert, um das Kuppeln der einzelnen Einheiten zu vereinfachen. 2006 wurden die Züge innen renoviert, mit neuen Sitzen ausgestattet und in verschiedenen Farbschemata lackiert. Ab 2010 erfolgte eine erneute Modernisierung, bei der mehr Sitze eingebaut wurden. Bei den Arbeiten in der EuroMaint-Werkstatt in Malmö wurde auch der Außenanstrich von grau in weiß geändert.
Ab 2029 sollen die Triebzüge durch sieben hochflurige FLIRT-Triebzüge mit sechs Wagen ersetzt werden. Diese Züge werden von Stadler Rail in der Schweiz gefertigt.